# Mixogaster johnsoni
Mixogaster johnsoni är en tvåvingeart som beskrevs av Hull 1941. Mixogaster johnsoni ingår i släktet Mixogaster och familjen blomflugor. Inga underarter finns listade i Catalogue of Life.